# Баттл (Восточный Суссекс)
Баттл (англ. Battle) — небольшой город в графстве Восточный Суссекс, Англия, примерно в 8 км от Гастингса. Население — 6171 человек (на 2007 год).
Город находится в месте, где в 1066 году состоялась битва при Гастингсе.

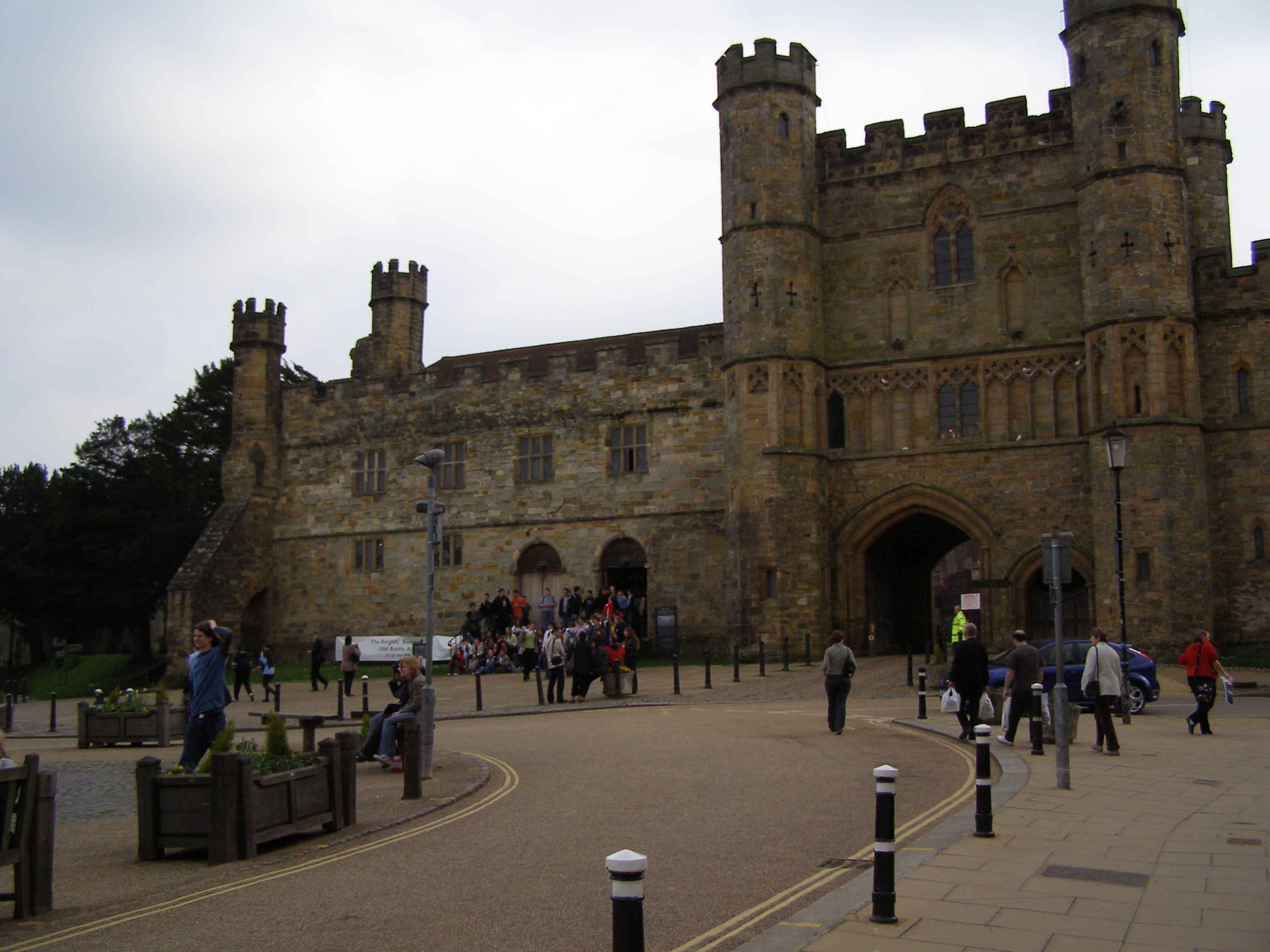
Аббатство Баттл

Первоначально королём Англии Вильгельмом I Завоевателем в память своей победы было основано аббатство Баттл (англ. Battle — «битва»), причём алтарь главной церкви монастыря находился прямо на предполагаемом месте гибели английского короля Гарольда II. Церковь, посвящённая святому Мартину, была построена уже после смерти Вильгельма I и освящена в 1095 году при его сыне Вильгельме II Рыжем. В XIII веке аббатство было Позднее вокруг аббатства вырос небольшой город Баттл.
Во время секуляризации монастырей, проводимой королём Генрихом VIII, аббатство Баттл было практически разрушено, однако некоторые здания уцелели. В настоящее время руины аббатства и прилегающая к ней территория являются туристической достопримечательностью.

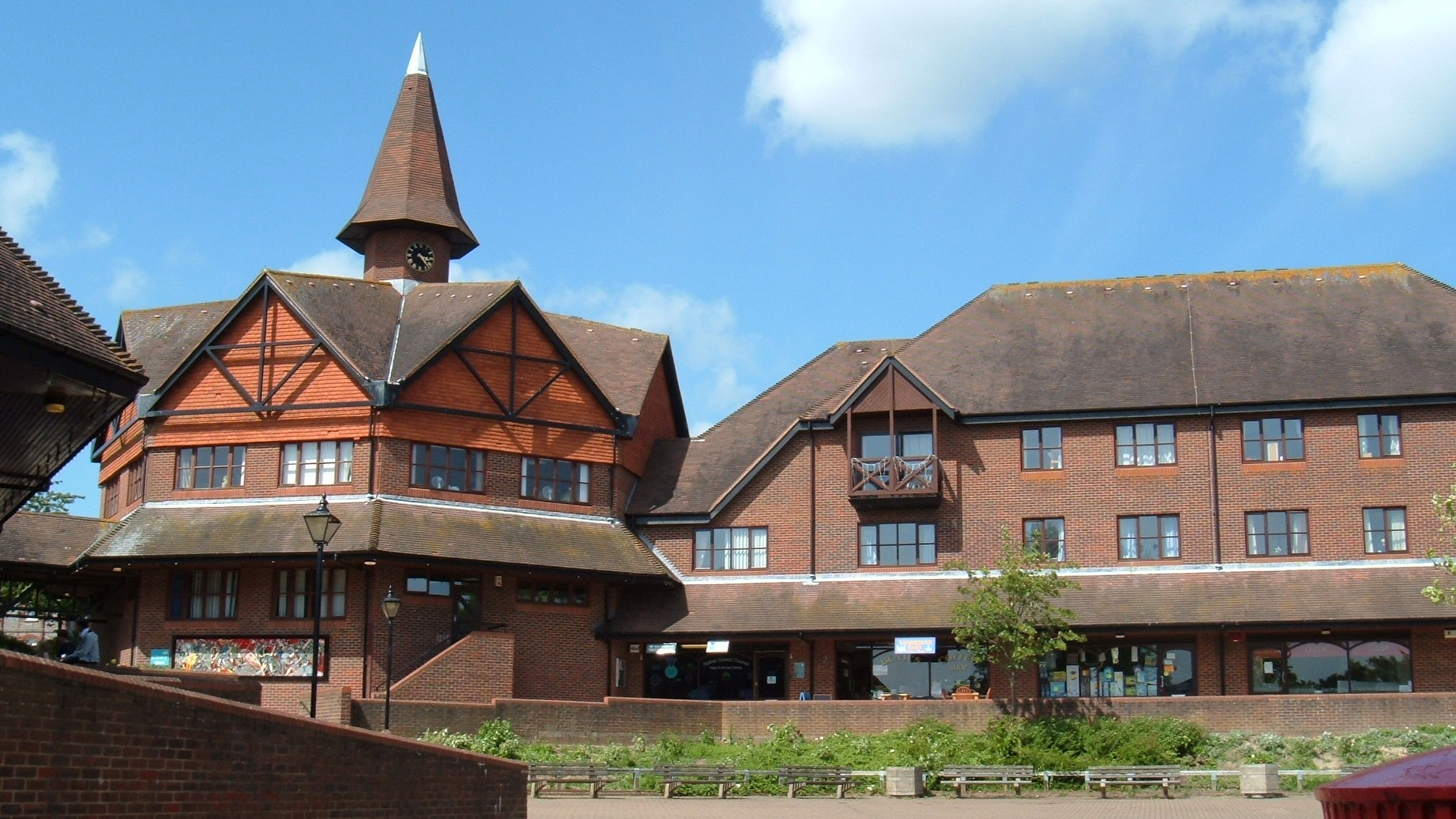
Современные городские здания

В этом городе была основана известная рок-группа Keane.